# Metachroma coronadense
Metachroma coronadense är en skalbaggsart som beskrevs av Henry Clinton Fall 1927. Metachroma coronadense ingår i släktet Metachroma och familjen bladbaggar. Inga underarter finns listade i Catalogue of Life.